# Uziom otokowy
Uziom otokowy – uziom ułożony na zewnątrz obiektu, pozostający w kontakcie z ziemią na długości przynajmniej 80% całkowitej jego długości, tworzący zamkniętą pętlę. Dla zachowania swoich parametrów elektrycznych powinien być zakopany na głębokości poniżej warstwy przemarzania gruntu, ale nie mniejszej niż 0,5 m i w odległości około 1 m od ścian zewnętrznych dookoła obiektu. Według nomenklatury norm odgromowych uziom otokowy stanowi układ typu B i zapewnia:
- odprowadzenie prądu pioruna do ziemi,
- połączenie wyrównawcze pomiędzy przewodami odprowadzającymi,
- wysterowanie potencjału w pobliżu przewodzących ścian budynku.

Wykonywany jest najczęściej z przewodnika płaskiego (inaczej: bednarki) o powierzchni przekroju poprzecznego co najmniej 90 mm², z takich materiałów jak:
- miedź,
- stal pomiedziowana,
- stal ocynkowana na gorąco,
- stal nierdzewna.

Dla uzyskania wymaganej rezystancji uziemienia lub spełnienia kryteriów minimalnych wymiarów geometrycznych uziom otokowy może być rozszerzony o dodatkowe uziomy, na przykład: poziome i pionowe lub łączony z uziomem fundamentowym.
W przypadku, gdy ławy fundamentowe obiektu nie posiadają stali konstrukcyjnej, można zastosować uziom otokowy wykonany z każdego wyżej wymienionego materiału przewodnika płaskiego, dobierając go odpowiednio do lokalnych warunków glebowych. Należy jednak wziąć pod uwagę szybkość korozji przewodników i jeżeli zakłada się okres funkcjonowania obiektu na 30 lat, to należy zastosować miedź, stal nierdzewną lub stal pomiedziowaną, których trwałość jest odpowiednia. Natomiast, jeżeli fundament zawiera stal zbrojeniową, to należy go połączyć z otokiem i w tym przypadku, zgodnie z wymaganiami norm odgromowych i elektrycznych nie może on być wykonany ze stali ocynkowanej ze względu na zjawisko korozji elektrochemicznej.
Uziomy otokowe zalecane są do stosowania w przypadku obiektów:
- wyposażonych w urządzenie piorunochronne (LPS) z wieloma przewodami odprowadzającymi lub układem zwodów niskich,
- zagrożonych wybuchem,
- z rozległymi układami elektronicznymi,
- z dużym ryzykiem wystąpienia pożaru,
- na masywach skalnych,
- z materiału izolacyjnego takiego jak mur ceglany lub drewno bez zbrojonego stalą fundamentu.